# Kuichong
Kuichong is een subdistrict in district Longgang met een oppervlakte van 103,9 km².
Kuichong grenst in het westen aan de subdistrict Pingshan 坪山 en in het oosten aan de subdistrict Dapeng 大鹏.
De streek ligt in het oosten van district Longgang en in het westen van Dapengbandao. De plaatselijke bevolking spreekt als moedertaal het Bao'an-Hakka, Dapenghua en het Standaardkantonees.
Het grootste dorp is Kuichong, daar bevindt zich ook een klein industrieel gebied en het streekgemeentehuis. In Qichongchuancun is het arbeidersbungalowpark gevestigd.
Dorpen:
- Tianliaosha 天寮沙
- Qichongcun 溪冲村
- Shangdongcun 上洞村
- Tuyangcun 土洋村
- Dongbeicun 洞背村

Bantian · Buji · Dapeng · Henggang · Kengzi · Kuichong · Longcheng · Longgang · Nanao · Nanwan · Pingdi · Pinghu · Pingshan